# Lodewijk August van Anhalt-Köthen
Lodewijk August Frederik Emil van Anhalt-Köthen (Köthen, 20 september 1802 – Leipzig, 18 december 1818) was van 1812 tot aan zijn dood hertog van Anhalt-Köthen. Hij behoorde tot het huis Ascaniërs.

## Levensloop
Lodewijk August was de postume zoon van prins Lodewijk van Anhalt-Köthen en Louise van Hessen-Darmstadt, dochter van groothertog Lodewijk I van Hessen-Darmstadt.
In 1812 volgde hij zijn oom August Christiaan op als hertog van Anhalt-Köthen. Wegens zijn minderjarigheid werd hij onder het regentschap van vorst Leopold III Frederik Frans van Anhalt-Dessau geplaatst. Na diens dood in 1817 werd diens zoon Leopold IV de nieuwe regent van Lodewijk August.    
Lodewijk August had een zwakke gezondheid en stierf in december 1818 op 16-jarige leeftijd. Omdat hij wegens zijn jonge leeftijd ongehuwd en kinderloos gebleven was, werd hij als hertog van Anhalt-Köthen opgevolgd door zijn neef Ferdinand Frederik uit de nevenlinie Anhalt-Köthen-Pleß. Lodewijk August werd bijgezet in de Sint-Jacobskerk van Köthen.